# Jiří Douba
Jiří Douba (ur. 23 maja 1958 w Karlowych Warach) – czeski szermierz.

## Życiorys
Zdobywca brązowego medalu (indywidualnie) w szpadzie na mistrzostwach Europy w szermierce w 1991. Reprezentował Czechosłowację na letnich igrzyskach olimpijskich w 1980 i 1992 roku.